# Jewgenija Arkadjewna Lewaschowa
Jewgenija Arkadjewna Lewaschowa (russisch Евгения Аркадьевна Левашова; englische Schreibweise Evgeniya Levashova; * 28. Mai 1999) ist eine ehemalige russische Tennisspielerin.

## Karriere
Lewaschowa spielte vor allem bei Turnieren der ITF Women’s World Tennis Tour, wo sie 2019 in Tschornomorsk am gleichen Wochenende den Titel im Einzel und Doppel gewinnen konnte.

### College Tennis
Lewaschowa spielte von 2017 bis 2019 für das Damentennisteam der Waves der Pepperdine University und von 2019 bis 2021 für die Knights der University of Central Florida.

## Turniersiege

### Einzel
| Nr. | Datum           | Turnier       | Kategorie | Belag | Finalgegnerin        | Ergebnis |
| --- | --------------- | ------------- | --------- | ----- | -------------------- | -------- |
| 1.  | 6. Oktober 2019 | Tschornomorsk | ITF W15   | Sand  | Federica Arcidiacono | 6:0, 6:4 |

### Doppel
| Nr. | Datum           | Turnier       | Kategorie | Belag | Partnerin             | Finalgegnerinnen            | Ergebnis |
| --- | --------------- | ------------- | --------- | ----- | --------------------- | --------------------------- | -------- |
| 1.  | 5. Oktober 2019 | Tschornomorsk | ITF W15   | Sand  | Taissija Patschkalewa | Iryna Lysykh Yulia Zhytelna | 6:4, 6:1 |